# کایو خورخه
کایو خورخه (انگلیسی: Kaio Jorge؛ زادهٔ ۲۴ ژانویهٔ ۲۰۰۲) بازیکن فوتبال اهل برزیل است که برای باشگاه کروزیرو بازی می‌کند. 

وی همچنین در تیم‌های ملی فوتبال زیر ۱۷ سال برزیل بازی کرده‌است.